# 斯韋特山
斯韋特山（英語：Mount Sweatt）是南極洲的山峰，位於瑪麗伯德地，屬於威斯康辛山脈的一部分，海拔高度2,540米，美國地質調查局根據美國海軍拍攝的空中照片繪入地圖，現時由南極條約體系管理。